# Hechi
Hechi, tidigare romaniserat Hochih, är en stad på prefekturnivå i den autonoma regionen Guangxi i södra Kina.

## Administrativ indelning
Staden består av ett stadsdistrikt, som omfattar själva stadskärnan, en stad på häradsnivå, fyra reguljära härad och fem autonoma härad:
- Stadsdistriktet Jinchengjiang (金城江区 Jīnchéngjiāng qū ) ;
- Staden Yizhou (宜州市 Yízhōu shì) ;
- Häradet Tian'e (天峨县 Tiān'é xiàn) ;
- Häradet Fengshan (凤山县 Fèngshān xiàn) ;
- Häradet Nandan (南丹县 Nándān xiàn) ;
- Häradet Donglan (东兰县 Dōnglán xiàn );
- Det autonoma häradet Du'an för yao-folket (都安瑶族自治县 Dū'ān yáozú zìzhìxiàn) ;
- Det autonoma häradet Luocheng för mulao-folket (罗城仫佬族自治县 Luóchéng mùlǎozú zìzhìxiàn) ;
- Det autonoma häradet Bama för yao-folket (巴马瑶族自治县 Bāmǎ yáozú zìzhìxiàn) ;
- Det autonoma häradet Huanjiang för maonan-folket (环江毛南族自治县 Huánjiāng máonánzú zìzhìxiàn) ;
- Det autonoma häradet Dahua för yao-folket (大化瑶族自治县 Dàhuà yáozú zìzhìxiàn).